# Tigridia huyanae
Tigridia huyanae là một loài thực vật có hoa trong họ Diên vĩ. Loài này được (J.F.Macbr.) Ravenna miêu tả khoa học đầu tiên năm 1964.